# Râul Valea lui Ilie, Vânăta
Râul Valea lui Ilie este un curs de apă, afluent al râului Vânăta.